# Steiner Endre
Steiner Endre (Budapest, 1901. június 27. – Budapest, 1944. december 29.) magyar sakkozó, kétszeres sakkolimpiai bajnok hivatalos olimpián és két aranyérmet szerzett nemhivatalos sakkolimpiákon. Az 1920–30-as évek egyik legeredményesebb versenyzője.

## Élete és sakkpályafutása
Négy gyermekes zsidó családban született. Apja Steiner Bernát matematikatanár, anyja Schwartz Cecilia. Testvérei közül Lajos is sakkolimpiai bajnok volt, de apja is erős játékosnak számított. 1907-ben a Székesfehérváron rendezett nemzeti tornán legyőzte a fiatal Réti Richárdot, és a későbbi győztes Forgács Leót is.
A numerus clausus miatt Magyarországon nem járhatott egyetemre, ezért Berlinben kezdte meg tanulmányait, amit azonban abbahagyott, és az Angol-Magyar Bank hivatalnoka lett. Később önálló szűcsiparos lett, saját üzlettel és műhellyel.
15 éves korában lett a Budapesti Sakk-kör tagja, majd az Újpesti Sakk-körben játszott. 1921-ben, ugyan a mezőny végén végzett a budapesti nemzetközi versenyen, de legyőzte a 15 évvel későbbi világbajnokot Max Euwét. Ezen a versenyen éppen ellene alkalmazta először Aljechin az Aljechin-védelmet, az 1.e4 nyitólépésre húzott 1. ..Hf6-ot.
Egy sor változatot dolgozott ki világos részére a Francia védelemben és a Caro–Kann-védelemben, felélesztve a c4-es támadást, sötéttel a szicíliai védelmet gazdagította néhány gondolattal. Az ő találmánya a nimzoindiai védelemben a sötét futó a6-ra fejlesztésének rendszere, mellyel igen sok sikert ért el.
Budapest ostromakor munkaszolgálatosként gránáttalálat okozta halálát.

## Játékereje
A Chessmetrics historikus pontszámításai szerint a legmagasabb Élő-pontszáma 2644 volt 1939 augusztusban, amellyel akkor 16. volt a világranglistán. A világranglistán a legelőkelőbb helyezése a 16. volt, amelyet 1939 júliusban és augusztusban tartott. A legmagasabb egyénileg teljesített performance-értéke 2685 volt, amelyet 1936-ban a Budapesten rendezett nemzetközi versenyen ért el.

## Olimpiai szereplései
1924 és 1937 között öt  hivatalos és három nem hivatalos  sakkolimpián vett részt magyar színekben, amelyeken 108 partit játszott és 70 pontot szerzett.  Összesen csapatban a hivatalos olimpiákon 2 arany és 2 ezüst, a nem hivatalos olimpiákon 2 arany és 1 ezüstérmet szerzett, egyéniben egy 1 ezüstérmet nyert.
| Év   | Olimpia                           | Helyszín                     | Tábla | Győzelem | Vereség | Döntetlen | %    | Helyezés egyéni | Helyezés csapat |
| 1924 | Első nemhivatalos sakkolimpia     | Párizs ( Franciaország)      | 3.    | 6        | 4       | 3         | 57.7 | 17              | Ezüstérem       |
| 1926 | Második nemhivatalos sakkolimpia  | Budapest ( Magyarország)     | 1.    | 0        | 0       | 1         | 50   |                 | Aranyérem       |
| 1927 | 1. sakkolimpia                    | London ( Egyesült Királyság) |       | 6        | 2       | 5         | 65.4 | 10.             | Aranyérem       |
| 1928 | 2. sakkolimpia                    | Hága ( Hollandia)            | 2     | 10       | 3       | 3         | 71.9 | 4.              | Aranyérem       |
| 1930 | 3. sakkolimpia                    | Hamburg ( Németország)       |       | 7        | 2       | 5         | 67.9 | 20.             | Ezüstérem       |
| 1931 | 4. sakkolimpia                    | Prága ( Csehszlovákia)       | 1.    | 6        | 7       | 3         | 43.3 | 12.             | 10.             |
| 1936 | Harmadik nemhivatalos sakkolimpia | München ( Németország)       | 3.    | 11       | 6       | 1         | 63.9 |                 | Aranyérem       |
| 1937 | 7. sakkolimpia                    | Stockholm ( Svédország)      | 3     | 12       | 1       | 5         | 80.6 | Ezüstérem       | Ezüstérem       |

Olimpiai eredményeinek emlékét a világon egyedülállő sakkolimpiai emlékmű is őrzi Pakson.

## Kiemelkedő versenyeredményei
Egyike volt a legtöbbet versenyző mestereinknek, a budapesti versenyek szinte állandó résztvevője, amelyeken csaknem mindig díjazott lett.
- 1. helyezés: Budapest, Budai Sakk Kör fiatalok versenye (1917)
- 1. helyezés: Újpest, II. Augusztiny-emlékverseny (1917)
- 1. helyezés: Budapest, Budai Sakk Kör versenye (1918)
- 2. helyezés: Kassa, főtorna (1918)
- 1. helyezés: Budapest, cselverseny (1919)
- 3. helyezés: Budapest, amatőrbajnokság (1920)
- 2. helyezés: Gyula, I. Erkel-emlékverseny (1921)
- 3-4. helyezés: Budapest, nemzeti mesterverseny (magyar bajnokság) (1922)
- 1. helyezés: Pöstyén, főtorna (1922)
- 3. helyezés: London, A-főtorna (1922)
- 3. helyezés: Portsmouth, A-főtorna (1923)
- 1. helyezés: Budapest, a Budai Sakkozó Társaság versenye (1923)
- 1. helyezés: Budapest, a Budai Sakk Kör versenye (1924)
- 1-2. helyezés: Budapest, a Budai Sakk Kör versenye (1925)
- 1-3. helyezés: Hastings, nemzetközi mesterverseny (1924/25)
- 1. helyezés: Budapest, Budapesti-védelem verseny (1926)
- 2-3. helyezés: Budapest, a Budai Sakk Kör versenye (1926)
- 2-4. helyezés: Budapest, nemzeti mesterverseny (magyar bajnokság) (1928)
- 2. helyezés: Trencsénfürdő, nemzetközi mesterverseny (1928)
- 3-4. helyezés: Budapest, a Budai Sakk Kör versenye (1929)
- 3. helyezés: Budapest, nemzeti mesterverseny (1932)
- 1. helyezés: Kecskemét (1933)[16]
- 4. helyezés: Budapest, nemzeti mesterverseny (Maróczy tiszteleti verseny) (1934)
- 3. helyezés: Budapest, Kempelen-emlékverseny (1935)
- 2. helyezés: Budapest, Barász-emlékverseny (1936)
- 3. helyezés: Budapest, nemzeti mesterverseny (1936)
- 2-3. helyezés: Budapest, Merényi-emlékverseny (1937)
- 6. helyezés: Kemeri, nemzetközi nagymesterverseny (1937) (legrangosabb versenye, kiváló eredménnyel)[17]
- 2. helyezés: Budapest, Maróczy tiszteleti verseny, B-csoport